# Unión Nacional Lituana

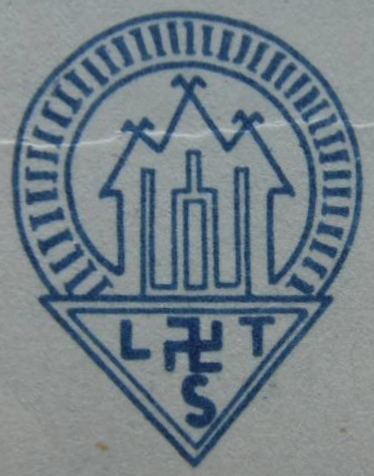
Emblema de la Unión Nacionalista Lituana entre 1926 y 1940.

La Unión Nacional Lituana (lituano: Lietuvių tautininkų sąjunga or tautininkai) es un partido político de Lituania nacionalista y de derecha, fundado en 1924, cuando el Partido del Progreso Nacional se fusionó con la Asociación de Agricultores Lituanos. Fue el partido gobernante de Lituania desde el golpe de Estado de 1926 hasta la ocupación soviética de junio de 1940. Fue restablecido cuando Lituania declaró su independencia en 1990.
En sus inicios, el partido no gozaba del apoyo popular, y en las elecciones parlamentarias de mayo de 1926 logró ganar sólo 3 escaños de 85. Sin embargo, sus líderes Antanas Smetona y Augustinas Voldemaras eran populares e influyentes figuras públicas. El partido se confesaba conservador y nacionalista; hacía hincapié en la necesidad de un líder y un ejército fuertes.
En diciembre de 1926, un golpe militar depuso al gobierno democráticamente electo e invitó a Smetona y Voldemaras a ser los nuevos presidente y primer ministro del país. Los nacionalistas y los Demócratas Cristianos Lituanos formaron un nuevo gobierno. Sin embargo, la relación entre los dos partidos pronto se hizo tensa, ya que los democristianos consideraban el golpe de Estado como una medida temporal y querían celebrar nuevas elecciones al Seimas. En abril de 1927, Smetona disolvió el Seimas, y en mayo los Demócratas Cristianos renunciaron al gobierno. Por ello los nacionalistas fueron el único partido en el poder durante trece años.
Después que el partido fuera retablecido en 1990, desempeñó un papel menor en la vida política lituana. En las elecciones al Seimas de 1992 ganó 4 asientos; en 1994, 3; y desde 2000 no tiene representantes. El número de representantes en los municipios regionales también está disminuyendo: el partido obtuvo 49 mandatos en 1995, 23 en 1997, 13 en 2000, 14 en 2002 y 3 en las elecciones de 2007.
El actual líder y presidente del partido es Gintaras Songalia.